# La Ferrière-Bochard
La Ferrière-Bochard település Franciaországban, Orne megyében. Lakosainak száma 706 fő (2022. január 1.). La Ferrière-Bochard Saint-Denis-sur-Sarthon, Ravigny, Saint-Pierre-des-Nids, Mieuxcé, Pacé és Saint-Céneri-le-Gérei községekkel határos.

## Népesség
A település népességének változása:
| Lakosok száma | 709  | 730  | 755  | 742  | 744  | 746  | 733  | 719  | 706  |
|               | 2013 | 2015 | 2016 | 2017 | 2018 | 2019 | 2020 | 2021 | 2022 |